# ミレニアム生態系評価
ミレニアム生態系評価（ミレニアムせいたいけいひょうか、英語:Millennium Ecosystem Assessment, MA）とは国際連合の提唱によって2001年〜2005年に行われた地球規模の生態系に関する環境アセスメント。
生態系・生態系サービスの変化が人間生活に与える影響を評価するため、それらの現状と動向・未来シナリオ作成・対策選択肢の展望について分析を行っている。
ミレニアム・エコシステム・アセスメント、ミレニアム・エコシステム評価、地球生態系診断とも表記される。以下では主に略語MAの表記を用いる。

## 概要
2000年当時のアナン国連事務総長が国連総会で行った演説の趣旨に沿って、2001年6月よりMAが開始された。世界95カ国から約1,360人の専門家が参加し、日本からは国立環境研究所が参加した。
MAの目的は、生態系の変化が人間生活に与える影響を評価すること、および「生態系の保全」・「持続的利用」・「生態系保全と持続的利用による人間生活の向上」に必要な選択肢を科学的に示すことにある。MAの利用法としては、政策決定者・民間団体・一般市民の行動の優先順位を決定するツールなどが想定されている。
MAの結果は15の報告書に纏められている。MAプロジェクトは、地球上の生態系および生態系サービスの劣化が増大しており、その劣化がミレニアム開発目標達成への障害となっていること、未来の変化についてのシナリオによっては劣化がある程度回復できることを示した。また、生態系の劣化を防ぐための対策選択肢の提示も行っている。
MA予算は1,700万アメリカドルであり、物資による700万アメリカドル以上の出資と併せて、総額2,400万アメリカドル以上がMA遂行に使われた。それらは地球環境ファシリティ・世界銀行・UNEPなどから提供された。

## 分析対象
MAでは相互に作用する要因として次のものを取り上げて分析している。
- 人間の福利（食糧などの基本物資・健康・安全・選択と行動の自由・良好な社会関係）
- 生態系サービス（およびその基盤となる生物多様性）
- 変化の要因
  - 変化の間接的要因（人口・経済・社会政策・科学技術・文化および宗教）
  - 変化の直接的要因（土地利用方法の変化・生物種の移入および絶滅・科学技術の使用・肥料や灌漑などの外部から導入・火山活動や進化など自然現象）

## 検討課題
明確にするべき5つの問題から検討すべき課題を導いた。
問題
1.生態系・生態系サービス・人間の福利の現状と動向。
2.上記1.の未来変化の予測。
3.上記2.を改善するための選択肢の検討、およびその選択肢の長所と短所。
4.効率的意思決定を阻害する不確定要素。
5.上記1-4についての評価におけるMA方法論の有効性。
検討課題
過去から現在までの生態系と生態系サービスの変化
生態系の変化が人間の福利に与えた影響
生態系改変における最も重要な要因
生態系・生態系サービスの将来シナリオ
地域規模（サブグローバル）と世界規模（グローバル）での違い
生態系変化の時間尺度・慣性および非線形性
持続的な生態系管理のための選択肢
意思決定を阻害する不確定要素

## 作業部会
MAの作業は、世界規模の評価3部会と地域規模（サブグローバル）の評価1部会、合計4部会によって行われた。
現状と動向作業部会
2000年前後の現状と動向の把握。特に生態系サービスの変化に力点を置く。
シナリオ作業部会
地球的規模の4種類のシナリオ（世界協調・力による秩序・順応的モザイク・テクノガーデン）を作成し、未来変化を考察した。
対策作業部会
対策選択肢の立案とその長所短所を検討した。
サブグローバル作業部会
17地域のサブグローバル評価およびそれに準じる13地域の評価を行った。

## 利用
想定されているMAの利用法は以下の通り。
- 将来の環境アセスメントの手引き・基準とする。
- 個人および組織が行う生態系評価の模範とする。
- 環境に影響を与える行動の優先順位を決定する道具とする。
- 持続可能性を達成する対策の選択肢を決定する。
- 生態系に影響する計画や政策を実施した場合、起きた現象が何であるかを洞察する。

## 結論
MAの結論は大きく4つに集約され、そのうちの3つは生態系・生態系サービスの劣化について述べ、残りの1つは劣化を緩和あるいは回復させるための選択肢について述べている。

### 生物多様性の喪失
人類は過去50年間で大規模かつ不可逆に環境（生態系）を破壊してきた。これは主に供給サービスを得るためであったが、このことによって生物多様性も大規模かつ不可逆に損なわれてきた。
環境破壊の例
- 20世紀末の数十年間で、サンゴ礁の約40%が壊滅あるいは劣化しており、マングローブ林の約35%が失われたと推定される。
- 肥料など生物が利用できる形態の窒素およびリン酸化合物の陸地生態系への供給が急増しており、窒素は1960年に比べて2倍、リンは3倍となっている。
- 大気中の二酸化炭素推定濃度は、1750年の280ppm、1959年の316ppm、2003年の376ppmと増加してきている。
- 1950年から1990年の間に世界の主要な14のバイオームのうち、6種類のバイオームについて面積の半分以上が改変され、主に農地化された。陸地表面の25%が農耕地（単一の景観中30%以上が農地・焼畑・畜産・淡水養殖に使われている土地）となっている。

生物多様性の喪失
- 多くの分類群において、個体群の大きさ（個体数）や生息地の減少が観察されている。
- 外来種の移入および在来種の絶滅により、地域ごとの生物相の差が少なくなり、地球上の生物種の分布の均一化が進行している。
- 人間は過去数百年間にわたって、地球史で自然に起きていた絶滅の速度より約1000倍速い速度で生物を絶滅させてきた。特に現在、淡水生態系では生物の絶滅の可能性が高まっている。

### 生態系サービス劣化の影響
過去の生態系の改変は、環境破壊と人間生活の改善や経済的発展とのトレードオフであった。その結果、現在では生態系サービスの劣化と、その劣化が急激に悪化（非線形変化）する危険性の増加、人類グループ間の格差の増加をもたらしている。これら現状を放置した場合、人類の将来世代が生態系から得る利益は減少すると推定される。
生態系サービスの劣化と持続不可能な利用の実態
- 1950年代から生態系サービス24種類のうち、15種類(62.5%)が劣化したか非持続的（収奪的）に使用されてきた。逆に向上したものは食糧生産3種類（穀物生産・畜産・養殖漁業）と陸上生態系の炭素固定の4種類であった。食糧生産については農地造成・施肥・養殖用えさの漁獲など、他の生態系サービスを劣化させる原因を含んでいる。
- 生態系サービスの劣化は経済的被害をもたらすことがある。漁獲量の減少による漁業者の失業、その失業対策費や、森林伐採による気候・保水性の変化に伴う洪水被害増加などが例として上げられる。
- 生態系サービスの劣化は広範に影響する。温室効果ガスの排出を伴う生態系の改変などがその例である。

生態系の非線形変化する危険性の増加
- 水系生態系の富栄養化によるブルーム（クラゲや藻類の大量発生・赤潮など）や、水産資源乱獲による漁業の破綻、森林破壊による新規感染症の流行などが、生態系が臨界点を超えて変化した場合に起きる非線形変化の例として知られている。

人類グループ間の格差増加、一部の貧困化
- 一人当たりの食糧は増産されてきているが、栄養失調人口は1990年代後半に比べ2000年代前半でも増加している。特にサブサハラ（サハラ砂漠以南）地域などに栄養不足の人が多い。
- 生態系サービスの劣化（特に食糧・飲料水供給）は貧しい地域の人間を襲い、また貧困の原因（収入源の毀損）ともなっている。

### 生態系サービス劣化の継続
生態系サービスへの需要増大は、4種類のシナリオのいずれでも21世紀前半も継続し、ミレニアム開発目標2015年達成の障害となると推定された。
生態系サービス需要の増大に対応するための生態系改変は、生態系へ圧力をかけ続け、21世紀前半でも生態系サービスの劣化をもたらすと推定されている。具体的には、生息地の農地化、漁業資源の乱獲など過度の資源利用、外来種の拡散、栄養塩負荷による汚染である。その結果、生物多様性が失われ、生態系サービス劣化が続くことになる。
ミレニアム開発目標の多くは生態系サービス劣化の問題と関連するが、ゴール7の環境持続可能性確保
の他にも、特に飢餓撲滅・幼児死亡率減少・疾病蔓延防止は生態系の管理の良否と強く関連を持っている。社会経済政策の転換と同時に、生態系管理の改善が無い限り、ミレニアム開発目標の達成は難しい。

### 対策の選択肢
21世紀前半に想定される生態系サービスへの需要増加は回避できないが、想定されるシナリオの中には生態系の劣化を緩和あるいは回復する選択肢が存在する。しかしながら、その実行には政策や社会制度・慣習の改革が必要である。以下に、MAで検討された選択肢の方向性を挙げる。
制度と管理
- 部門間・プロジェクト間での共通した生態系管理目標を構築すること
- 多国間環境協定および経済的・社会的国際制度で協調を進めること
- 政策決定に極力多くの利害関係者を参加させ、決定の透明性と説明責任を高めること

経済政策と奨励策
- 生態系サービスの過剰消費につながる補助金を撤廃すること
- 二酸化炭素排出量取引のような生態系への負荷の上限設定とその取引市場を整備すること
- 生態系の保全管理に対価を支払い、生態系サービスの使用に利用料・課税を行うこと
- 持続可能な生産を支持する消費者の嗜好を、市場を通して選択に反映させること

社会的・行動的対策
- 環境教育の整備およびコミュニケーションを強化すること
- 生態系サービスに依存する度合いの高い社会的弱者の立場を高めること

技術的対応
- より環境負荷が少なく、より生産性の高い食糧生産技術の開発と促進
- 生態系サービスの修復
- 温室効果ガス排出の削減と産業におけるエネルギー効率の向上

知識的対応
- 従来無視されていた非市場的な重要性（例えば調整サービス）を資源管理や投資判断に加えること
- 伝統的・地域的な知識を生態系管理に積極的に取り入れること
- 在来産業（農林水産業）の技術力を維持・増進すること